# Quartaccio
Quartaccio è una borgata (piano di zona 13V e B33 Quartaccio II) del municipio Roma XIV di Roma Capitale, situata nel suburbio S. X Trionfale.

## Storia
Il "Quartaccio" nasce negli anni ottanta come piano di zona di Edilizia Economica e Popolare (lg. 167/62). La realizzazione ha inizio nel 1984 allorquando il Comune di Roma affidò all'ISVEUR la concessione per la progettazione del PdZ 13V bis per complessivi 700/800 alloggi. L'area prescelta era una collinetta allungata che in quegli anni era occupata da un'azienda agricola condotta da una famiglia proprietaria del suolo ed ivi residente. Il pianoro sopraelevato, destinato alle colture e sul quale sorgeva la residenza, era delimitato sui due lati lunghi da scarpate coperte di macchia.
Dopo l’esproprio per pubblica utilità di quell'azienda familiare, non senza qualche polemica, fu avviata la progettazione, che si basava sull’idea del "Borgo di crinale". I tipi lineari inizialmente proposti da costruire lungo il viale principale erano a tre piani senza ascensore, di tecnologia tradizionale, con richiami anni Venti-Trenta riferiti alla vicina borgata di Primavalle. Questi tipi furono respinti dalla dirigenza comunale che li interpretò come un tentativo del concessionario di risparmiare. Si passò quindi a tipi abitativi a quattro piani con ascensore. Lungo i due bordi esterni dei crinali furono disposte schiere a due/tre piani con giardini.
La borgata è stata realizzata con la logica degli spazi urbani tipici dei paesi, con le case che si affacciano sui punti simbolo della vita comunitaria: piazzette, piccoli spazi verdi e piazzali, usati attualmente soprattutto come parcheggi. Alcuni dei negozi inizialmente previsti sono stati trasformati abusivamente in abitazioni. Prima ancora che fossero realizzati gli allacciamenti fognari, il Quartaccio è stato occupato da una moltitudine organizzata, arrivata a bordo di automobili e roulotte, esponendo cartelli inneggianti a presunte ‘Liste di Lotta’. Dopo anni di abbandono e di inutili tergiversazioni, il Comune ha finito per assegnare gli alloggi agli occupanti abusivi.
La toponomastica del Quartaccio è composta da vie che portano i nomi di illustri letterati e scrittori del passato, a cominciare dalla strada principale, via Andersen.
Alla sua origine al Quartaccio si è riferita la cantante Elodie durante la sua partecipazione al Festival di Sanremo 2021.

### L'archeoparco
L'archeoparco è stato realizzato dai costruttori delle palazzine come prevedeva la convenzione con il Comune, ma questi l'ha preso in carico soltanto dal 2015. Il parco attrezzato è stato presto travolto da una serie di complesse vicende burocratiche con le quali si sono scontrate le amministrazioni municipali, così l'area verde è ben presto sprofondata nel degrado e nell'incuria e solo con il raggiungimento dell'accordo con l'ISVEUR (Istituto per lo Sviluppo Edilizio e Urbanistico) si è potuto dare inizio ai lavori di bonifica e riqualificazione.
La riapertura, avvenuta dopo la bonifica effettuata dopo vari anni di abbandono del parco, ha riportato alla luce molti reperti archeologici antichi: una strada romana (presumibilmente la via Cornelia), numerosi reperti ben mantenuti di una fabbrica di vasellame di epoca romana, una statuina di notevole pregio raffigurante Artemide ritrovata all'interno di un pozzo.
Nel 2006, in seguito ai lavori per la costruzione di un centro commerciale in via del Podere Zara, vennero alla luce i resti di una strada di origine romana. È un segmento di circa ottanta metri di basalto grigio e, su alcuni tratti, pietre di marmo chiaro. La sede stradale è delineata da blocchetti di paracarri in pietra. Ai lati della strada sono state rinvenute delle tombe, scavate nel tufo e coperte da grosse lastre di laterizio, di modeste dimensioni. Sono state trovate con il solo scheletro ma senza corredo funerario, il che fa supporre trattarsi di servi o viandanti. Gli storici ipotizzano che possa trattarsi di un tratto dell'antica via Cornelia o di una sua deviazione che collegava la consolare con una villa o una fattoria rustica. Il reperto è attualmente inglobato all'interno del centro commerciale, visibile attraverso una teca di vetro che lo ricopre interamente.

## Sport

### Pallacanestro
- A.S. DIL. Romana che nel 2019-2020 milita nel campionato maschile di Serie D.[3]